# Каміль Мінгазов
Каміль Мінгазов (тат. Kamil Minhacov, Камил Минһаҗов, туркм. Kamil Mingazow; нар. 21 червня 1968, Чернігів, УРСР) — радянський та туркменський футболіст, тренер.

## Клубна кар'єра
Народився в татарській родині. У 1987 і 1989-1991 роках виступав за «Копетдаг». У 1988-1989 роках захищав кольори «Буковини». Разом з командою посів 1-е місце в 6-й («українській») зоні Другої ліги.
У 1992-1999 в незалежному чемпіонаті Туркменістану грав за «Копетдаг» і «Нісу». Семиразовий чемпіон Туркменістану і шестиразовий володар кубка Туркменістану.

## Кар'єра в збірній
Одночасно грав за збірну Туркменії (1992-2005), учасник багатьох відбіркових турнірів до чемпіонату світу, Кубків Азії. Учасник ряду фінальних турнірів. За національну збірну зіграв на всіх позиціях починаючи нападником, півзахисником, захисником, і навіть воротарем, на Азійських іграх 1994 року в Японії, проти Китаю, матч закінчився з рахунком 2-2.

## Кар'єра тренера
Кар'єру тренера розпочав у травні 2006 року, коли став головним тренером «Ніси».
Разом з колишнім одноклубником по «Копетдагу» Тофіком Шукуровим, працював головним тренером жіночої команди «Копетдагу».
На даний час працює другим тренером в ашхбадскому клубі «Талип спорти».

## Особисте життя
Дружина — Катерина, 1969 року народження, мають трьох дітей: Альбіна 1988 року народження, Каміла 2005 року народження. Син Руслан Мінгазов — відомий футболіст, вінгер збірної Туркменістану.

## Статистика виступів
| Сезон   | Клуб            | Ліга       | Чемпіонат | Чемпіонат |
| Сезон   | Клуб            | Ліга       | Матчі     | Голи      |
| ------- | --------------- | ---------- | --------- | --------- |
| 1987    | «Копетдаг»      | Друга ліга | 27        | 1         |
| 1988    | «Буковина»      | Друга ліга | 22        | 1         |
| 1989    | «Буковина»      | Друга ліга | 3         | 0         |
| 1989    | «Копетдаг»      | Друга ліга | 7         | 1         |
| 1990    | «Копетдаг»      | Друга ліга | 34        | 2         |
| 1991    | «Копетдаг»      | Друга ліга | 41        | 5         |
| 1992    | «Копетдаг»      | Вища ліга  | ?         | ?         |
| 1993    | «Копетдаг»      | Вища ліга  | ?         | 16        |
| 1994    | «Копетдаг»      | Вища ліга  | ?         | ?         |
| 1995    | «Копетдаг»      | Вища ліга  | ?         | ?         |
| 1996    | «Копетдаг»      | Вища ліга  | ?         | ?         |
| 1997/98 | «Копетдаг»      | Вища ліга  | ?         | ?         |
| 1998/99 | «Копетдаг»      | Вища ліга  | ?         | ?         |
| 1999    | «Женіс»         | Вища ліга  | 20        | 0         |
| 2000    | «Ніса»          | Вища ліга  | ?         | ?         |
| 2001    | «Шахтар-ІК» (К) | Вища ліга  | 16        | 0         |
| 2002    | «Копетдаг»      | Вища ліга  | ?         | 0         |
| 2002    | «Ніса»          | Вища ліга  | ?         | 1         |
| 2003    | «Ніса»          | Вища ліга  | ?         | ?         |
| 2004    | «Ніса»          | Вища ліга  | ?         | ?         |
| 2005    | «Ніса»          | Вища ліга  | ?         | ?         |
| 2006    | «Ніса»          | Вища ліга  | ?         | ?         |

## Досягнення
«Буковина»
- Чемпіонат УРСР
  -  Срібний призер (1): 1988

«Копетдаг»
- Вища ліга
  -  Чемпіон (5): 1992, 1993, 1994, 1995, 1998
  -  Срібний призер (1): 1996

- Кубок Туркменістану
  -  Володар (3): 1993, 1994, 1997
  -  Фіналіст (1): 1995

«Ніса»
- Вища ліга
  -  Чемпіон (1): 2003
  -  Фіналіст (1): 2004

- Кубок Туркменістану
  -  Фіналіст (2): 2000, 2003